# Campionati mondiali di sollevamento pesi 2024 - 59 kg femminile
Le gare di sollevamento pesi della categoria fino a 59 kg femminile — pesi leggeri — dei campionati mondiali del 2024 si sono svolte il 9 dicembre 2024 a Manama presso il Weightlifting Marquee Venue.

## Programma
L'orario indicato corrisponde a quello bahreinita (UTC+03:00)
| Data            | Orario | Evento   |
| --------------- | ------ | -------- |
| 9 dicembre 2024 | 14:30  | Gruppo B |
| 9 dicembre 2024 | 17:30  | Gruppo A |

## Medagliate
Per ciascun esercizio, le prime tre classificate sono le seguenti:
| Esercizio | Oro          | Oro    | Argento   | Argento | Bronzo             | Bronzo |
| --------- | ------------ | ------ | --------- | ------- | ------------------ | ------ |
| Strappo   | Kim Il-gyong | 108 kg | Pei Xinyi | 107 kg  | Lucrezia Magistris | 99 kg  |
| Slancio   | Kim Il-gyong | 141 kg | Pei Xinyi | 130 kg  | Yenny Álvarez      | 126 kg |
| Totale    | Kim Il-gyong | 249 kg | Pei Xinyi | 237 kg  | Yenny Álvarez      | 224 kg |

## Record
Prima di questa competizione, i record mondiali esistenti erano i seguenti:
| Record mondiale | Strappo | Kim Il-gyong   | 111 kg | Hangzhou, Cina      | 2 ottobre 2023    |
| Record mondiale | Slancio | Kuo Hsing-chun | 140 kg | Pattaya, Thailandia | 21 settembre 2019 |
| Record mondiale | Totale  | Luo Shifang    | 248 kg | Phuket, Thailandia  | 3 aprile 2024     |

## Risultati
| Pos. | Atleta                         | Gr. | Peso atleta | Strappo (kg) | Strappo (kg) | Strappo (kg) | Strappo (kg) | Slancio (kg) | Slancio (kg) | Slancio (kg) | Slancio (kg) | Totale   |
| Pos. | Atleta                         | Gr. | Peso atleta | 1            | 2            | 3            | Pos.         | 1            | 2            | 3            | Pos.         | Totale   |
| ---- | ------------------------------ | --- | ----------- | ------------ | ------------ | ------------ | ------------ | ------------ | ------------ | ------------ | ------------ | -------- |
|      | Kim Il-gyong (PRK)             | A   | 59.00       | 103          | 106          | 108          |              | 130          | 134          | 141          |              | 249      |
|      | Pei Xinyi (CHN)                | A   | 58.78       | 100          | 104          | 107          |              | 130          | 133          | 133          |              | 237      |
|      | Yenny Álvarez (COL)            | A   | 59.00       | 98           | 100          | 100          | 4            | 123          | 126          | —            |              | 224      |
| 4    | Suratwadee Yodsarn (THA)       | A   | 58.48       | 94           | 96           | 97           | 5            | 120          | 125          | 125          | 4            | 222      |
| 5    | Quàng Thị Tâm (VIE)            | A   | 59.00       | 93           | 93           | 96           | 6            | 113          | 118          | 121          | 5            | 217      |
| 6    | Natasya Beteyob (INA)          | A   | 58.68       | 93           | 94           | 94           | 9            | 116          | 116          | 120          | 6            | 214      |
| 7    | Saara Retulainen (FIN)         | A   | 59.00       | 92           | 95           | 95           | 10           | 115          | 119          | 123          | 7            | 211      |
| 8    | Lucrezia Magistris (ITA)       | A   | 59.00       | 95           | 98           | 99           |              | 111          | 116          | 116          | 12           | 210      |
| 9    | Ann-Sophie Tascheneau (CAN)    | B   | 59.00       | 90           | 94           | 96           | 7            | 110          | 113          | 115          | 8            | 209      |
| 10   | Alina Shchapanava (AIN)        | A   | 59.00       | 94           | 96           | 97           | 8            | 114          | 117          | 117          | 9            | 208      |
| 11   | Ine Andersson (NOR)            | B   | 58.32       | 86           | 88           | 89           | 13           | 111          | 114          | 115          | 10           | 197      |
| 12   | Irene Borrego (MEX)            | B   | 59.00       | 86           | 89           | 91           | 11           | 106          | 109          | 110          | 15           | 195      |
| 13   | Daphne Guillén (MEX)           | B   | 58.86       | 85           | 85           | 88           | 16           | 106          | 110          | 111          | 13           | 195      |
| 14   | Amalie Løvind (DEN)            | B   | 58.96       | 80           | 84           | 87           | 17           | 104          | 108          | 111          | 11           | 195      |
| 15   | Jessica Gordon Brown (GBR)     | B   | 58.82       | 85           | 85           | 88           | 15           | 105          | 108          | 111          | 14           | 193      |
| 16   | Maëlyn Michel (FRA)            | B   | 58.80       | 86           | 89           | 89           | 12           | 103          | 107          | 107          | 18           | 192      |
| 17   | Þuríður Erla Helgadóttir (ISL) | B   | 58.64       | 78           | 80           | 82           | 18           | 100          | 103          | 105          | 16           | 187      |
| 18   | Scheila Meister (SUI)          | B   | 58.60       | 81           | 84           | 86           | 14           | 100          | 100          | 104          | 20           | 186      |
| 19   | Kayla Shepard (CAN)            | B   | 59.00       | 76           | 76           | 80           | 19           | 100          | 105          | 106          | 19           | 180      |
| 20   | Ýulduz Jumabaýewa (TKM)        | B   | 58.74       | 77           | 80           | 82           | 20           | 103          | 106          | 107          | 17           | 180      |
| 21   | Ivana Gorišek (CRO)            | B   | 57.54       | 70           | 73           | 76           | 21           | 82           | 85           | 87           | 21           | 160      |
| —    | Zoe Smith (GBR)                | B   | ritirata    | ritirata     | ritirata     | ritirata     | ritirata     | ritirata     | ritirata     | ritirata     | ritirata     | ritirata |